# Virenium

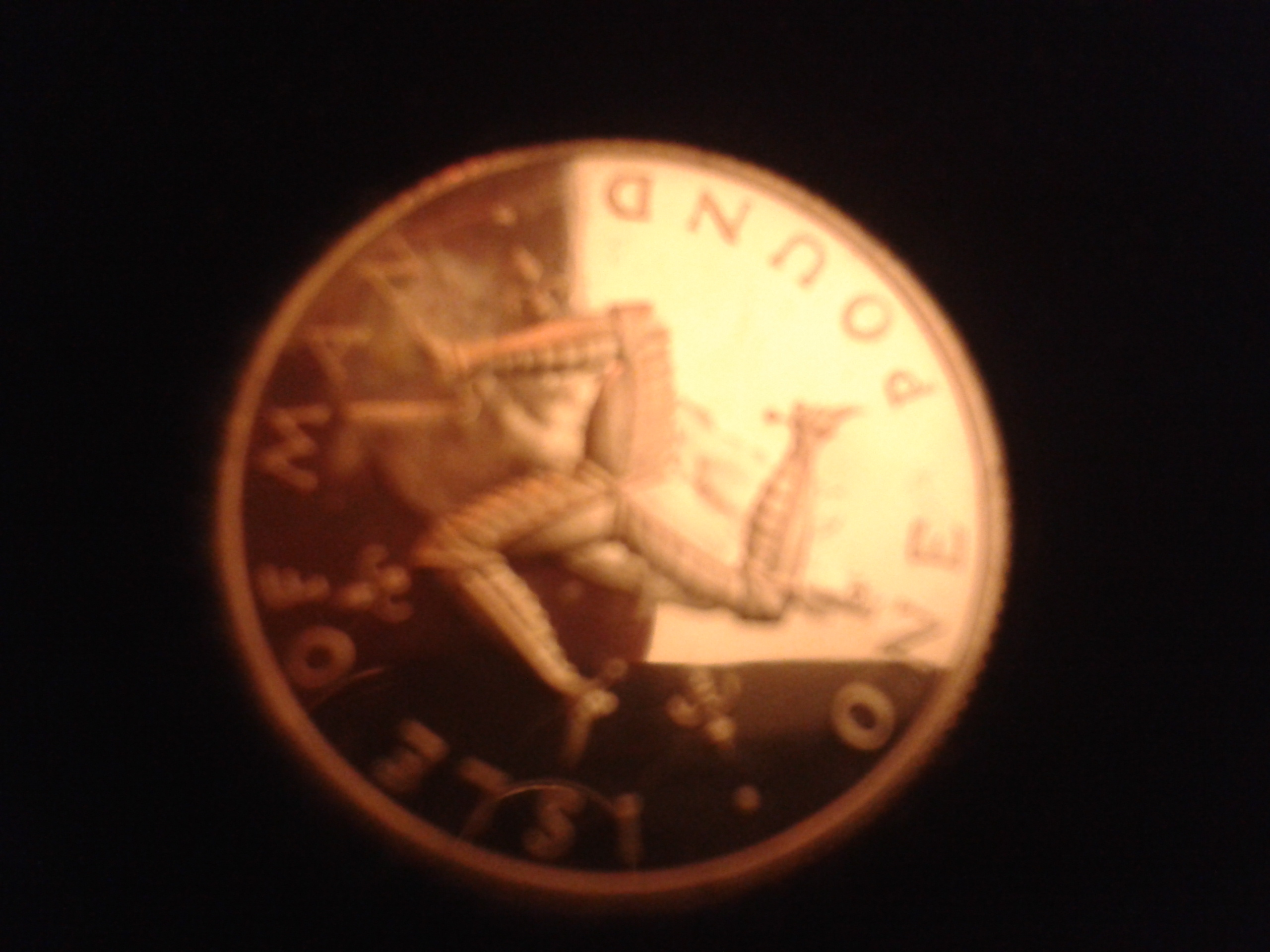
Virenium (1 Livre)

El virenium es una aleación que está compuesta por cobre 81%, zinc 10% y níquel 9%. Como dispositivo de seguridad, este metal posee un elemento magnético. Esta aleación carece de antigüedad, ya que fue aplicada por primera vez en el año 1978, para la acuñación de monedas de una libra de la Isla de Man. Pero actualmente este metal ahora sólo se lo utiliza para acuñar monedas conmemorativas de algunas dependencias del Imperio Británico tales como Gibraltar y la Isla de Man. La ceca Pobjoy Mint fue la creadora del Virenium. El virenium es el primer metal precioso artificial del mundo que resolvió ciertos estándares de la industria.